# Вулиця Літерату
Вулиця Літерату — одна з найстаріших вулиць у Старому місті Вільнюса, найбільш відома своїми стінами, прикрашеними витворами мистецтва, пов'язаними з письменниками та поетами. Вулиця Літерату межує з вулицями Пілієс, Русу та Андрюс Волано. Має сім будинків. Вулиця вимощена каменем.

## Історія
Свою назву вулиця отримала через розміщені на ній друкарні, книгарні, антикварні лавки 14–16 ст. В кінці вулиці Літерату стояла «Покровська» церква, тому вулиця отримала назву «Покровська». Письмові згадки про будинки на цій вулиці датуються XVII ст.
Кутовий двоповерховий будинок, що виходив на вулицю Пілієс, належав бургомістру Ляховичюсу та його спадкоємцям, а пізніше родині Ромеряї. Це типовий купецький будинок із внутрішнім двориком, який вирізняється унікальними масивними архітектурними формами.
На іншому боці вулиці кутовий будинок, що виходив на вулицю Пілієс (вулиця Пілієс 30/вулиця Літерату 2), і сусідній будинок (вулиця Літерату 4) належали родині золотарів. Наприкінці ХІХ століття їх перебудували на триповерховий будинок з мансардами.
Бутинок номер 5 по вулиці Літерату, збудований у 18 — наприкінці 19 ст. Спочатку він належав Пячеським. Тут виріс знаменитий Філарет Казімєж Пясецький, там збиралися Філарети. Саме в цьому будинку в 1823 році Адам Міцкевич жив у Пясецьких. У верхній частині арки, що веде у двір цього будинку, встановлено меморіальну дошку Адаму Міцкевичу з написом польською мовою, внизу, обабіч арки, меморіальні дошки з написами литовською та російською мовами.
За вулецею Літерату, 6 починається невисока кам'яна стіна, за якою з кінця XVIII століття розташовувався ботанічний сад Вільнюського університету, заснований Жаном-Емануелем Жілібером.
На вулиці Літерату 8 у 17 ст. працювали друкарні Данила Ленчікіса та Йонаса Карцанаса. Сусідній будинок перебудовано з кальвіністської дзвіниці з брамою. Пізніше цей будинок належав Вільнюському університету.
Вулиця Літерату, 9 — кутовий будинок, що складається з кількох корпусів і має подвір'я складного плану. В одному з корпусів цього будинку 1815 року побудовано готель Баджорай. Поряд з готелем були стайня та сарай для карет. Пізніше будинок належав генералу Пузині, який здавав його в оренду. Там жили професори Вільнюського університету Кароліс Мозеліс, Августас Шустеріс та інші. У 1921 році цей будинок придбала друкарня «Швитуриос», згодом тут був створений гуртожиток для хлопчиків «Жибурелис», а з 1933 року студентська стипендія.

## Сучасність
У 2008 ріоці на вулиці Літерату започатковано творчий проект (авторства Д..Буткєнє, Е.Вертєйкалтє) згідно з яким на стінах вулиці повісили пам'ятні дошки, пов'язані з письменниками, які жили та творили у Вільнюсі, а також іноземними письменниками, які відвідували Вільнюс.
Від початку проекту вуличну стіну заповнили 225 присвят письменникам.
Художника Адомас Мензіблокіс написав картину "Вулиця Літерату 1925 року".
Литовський поет Аїдас Марченас написав вірш присвячений вулиці Літерату.